# Пхонхонг
Пхонхонг  — город в Лаосе, административный центр провинции Вьентьян.

## Транспорт
Через город проходит национальное шоссе № 13.

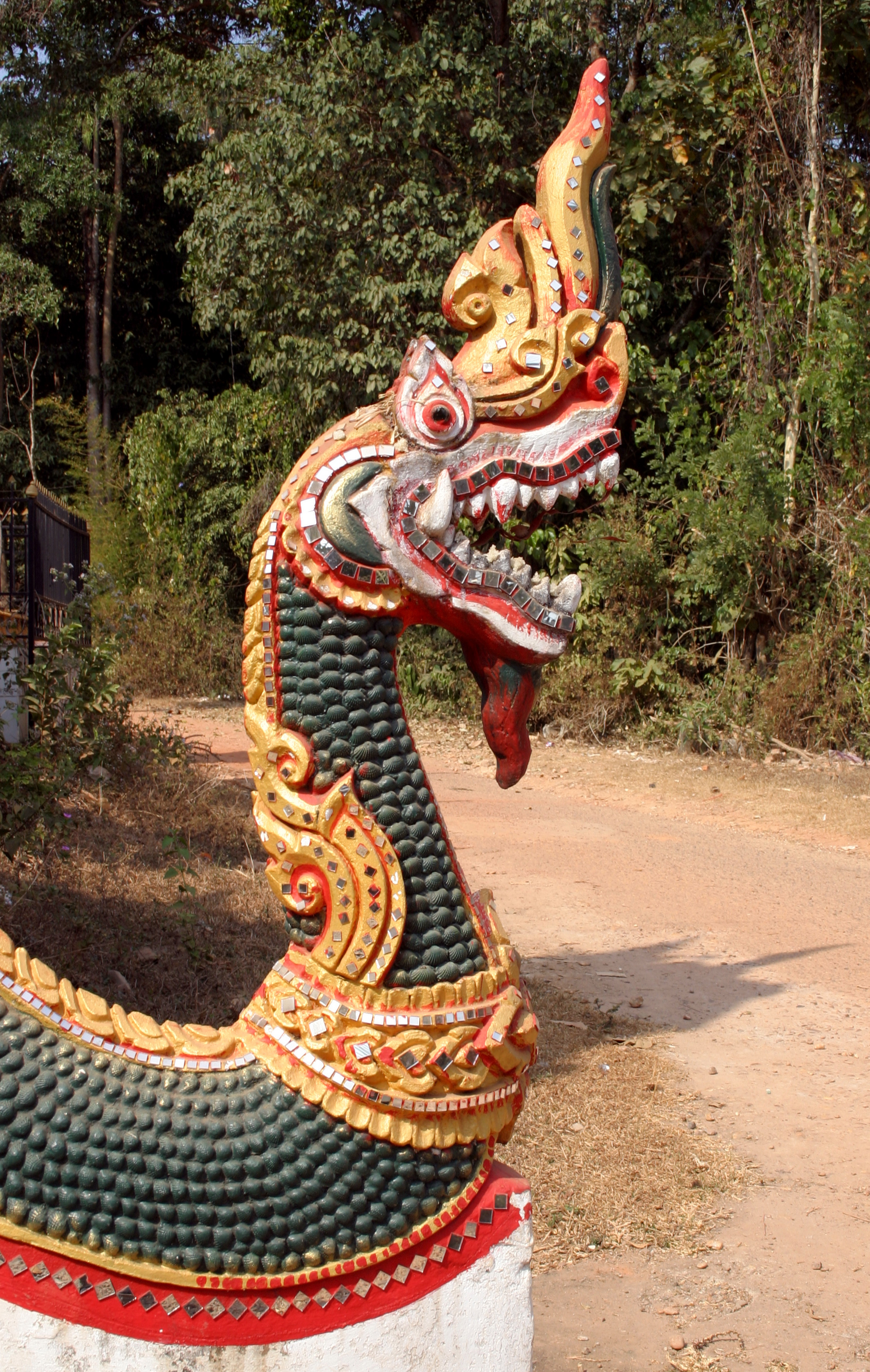
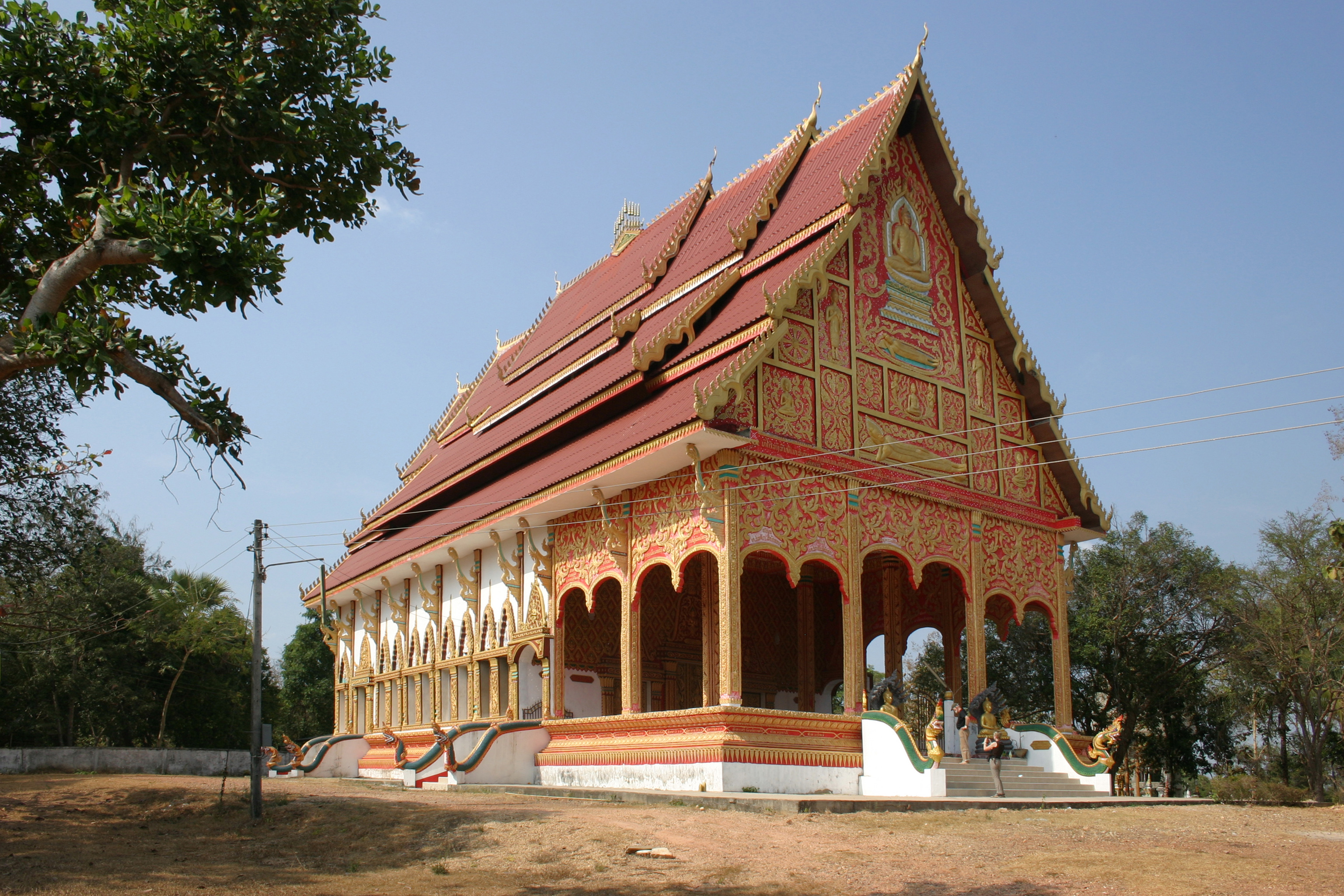
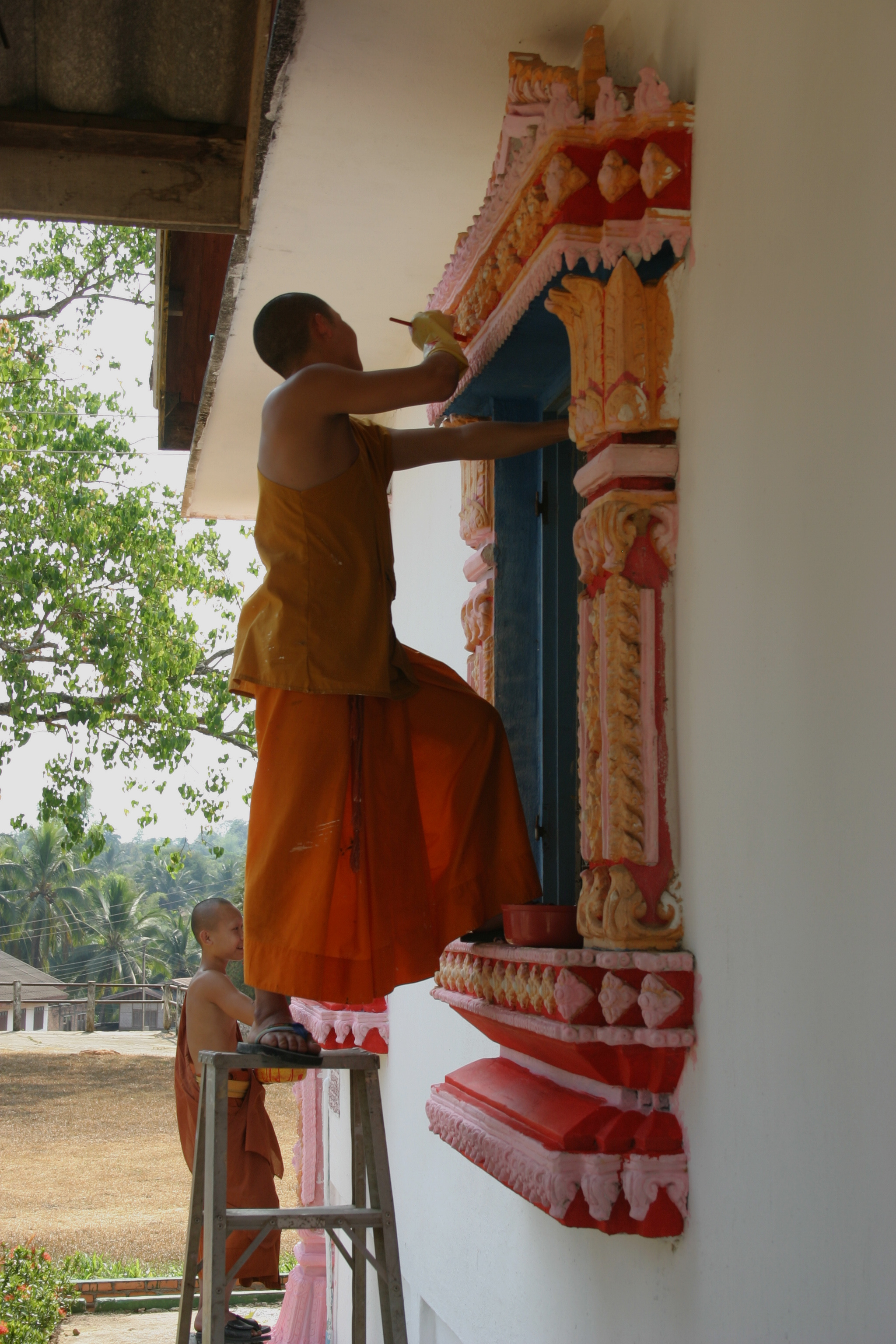
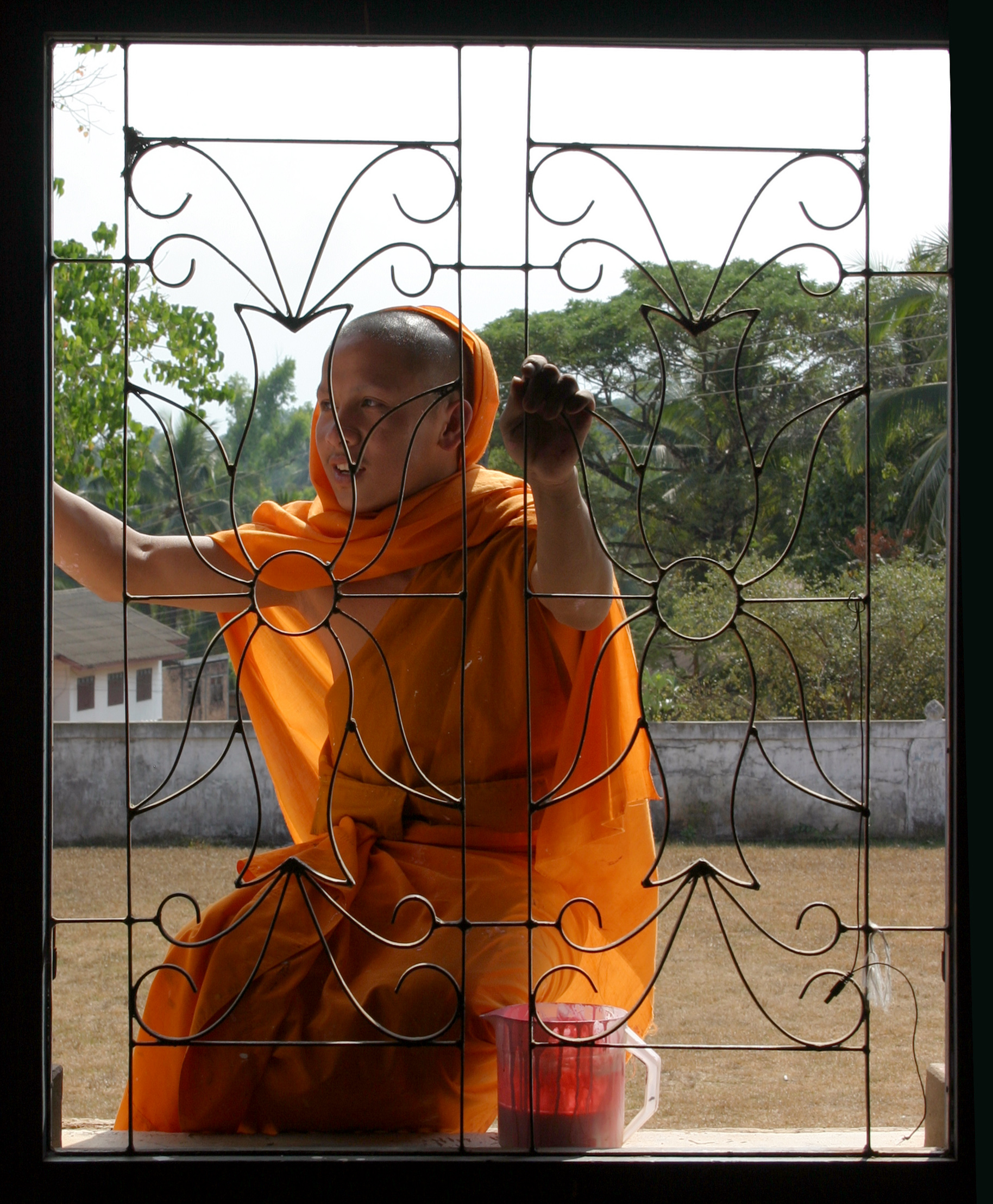
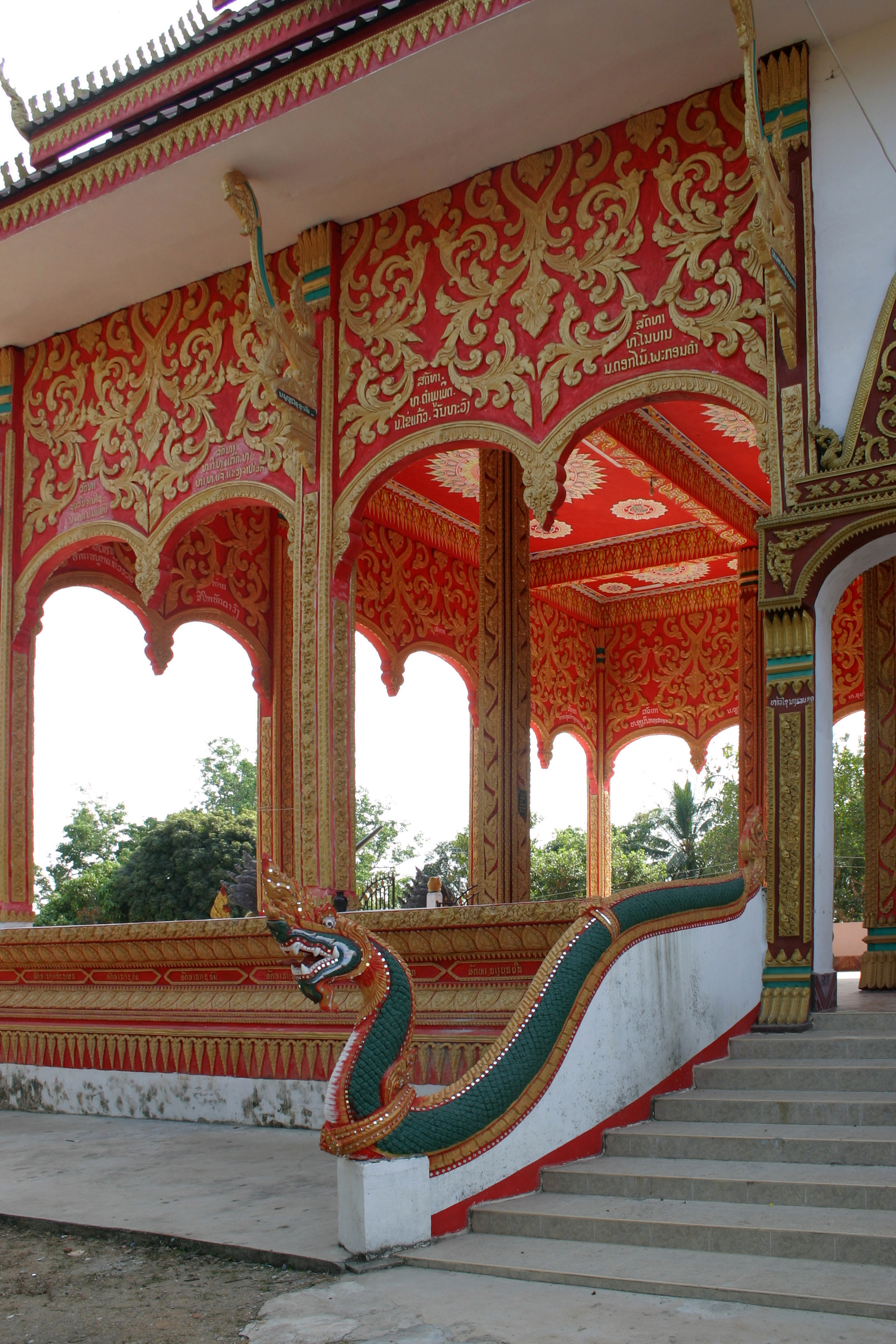
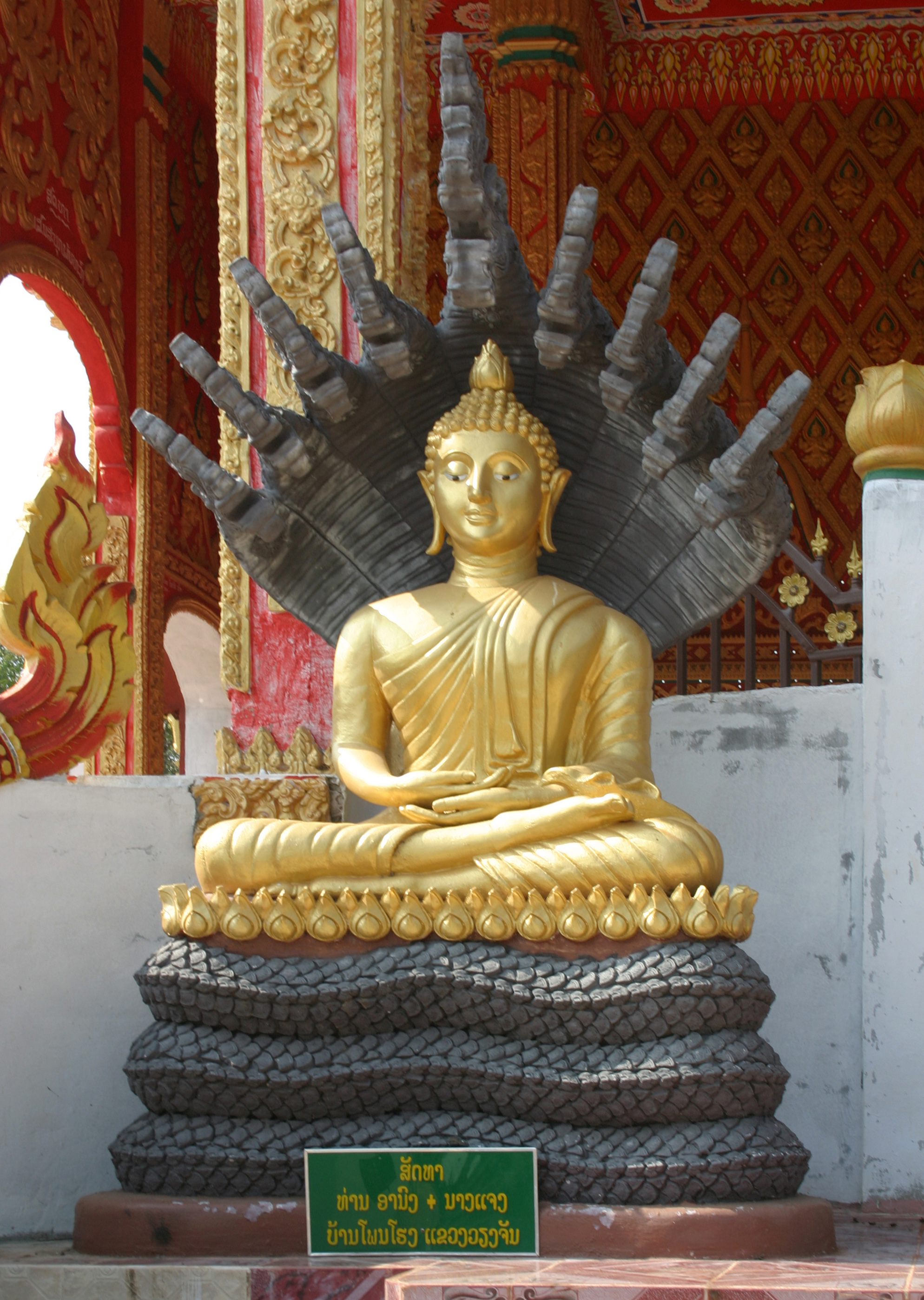
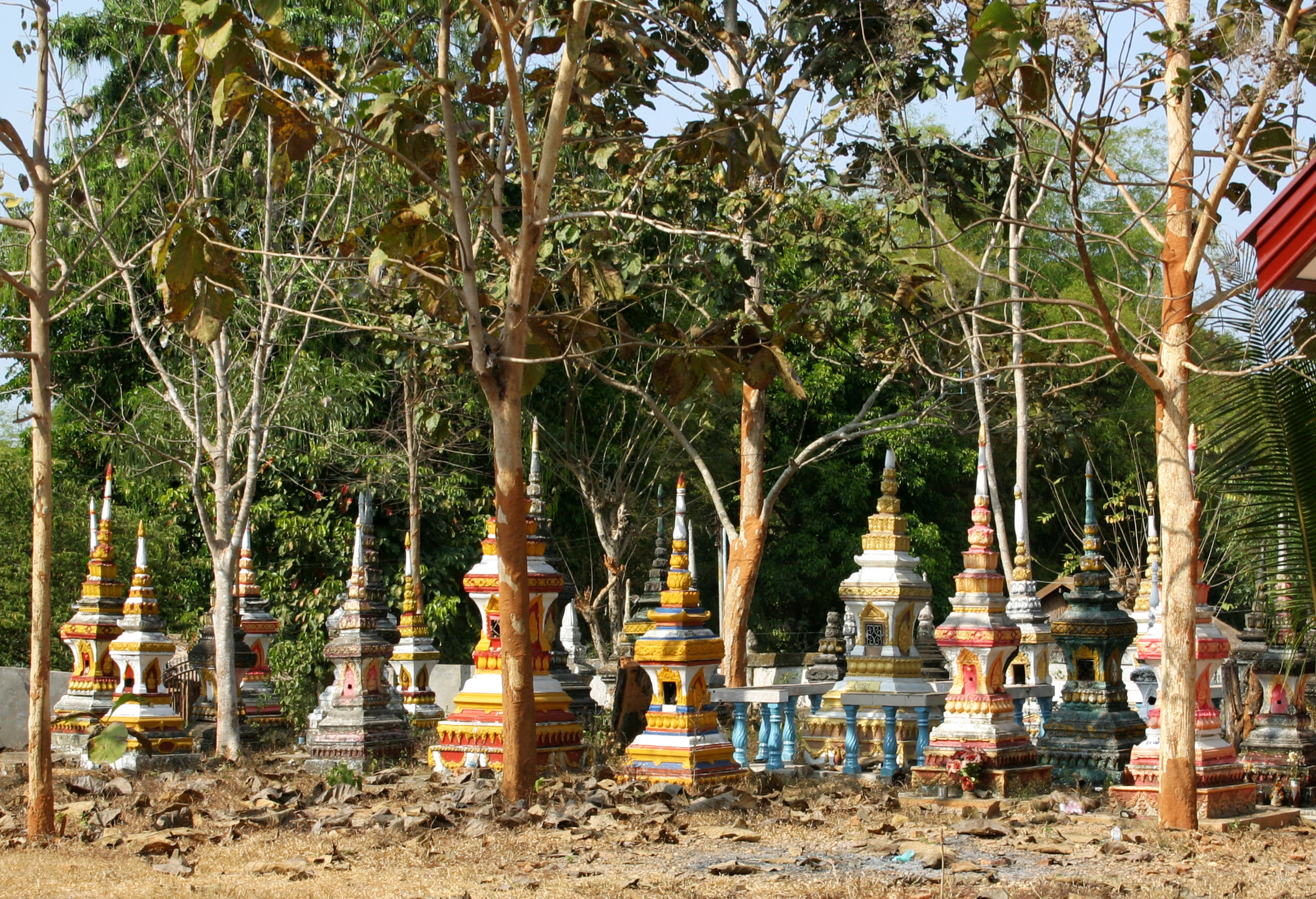
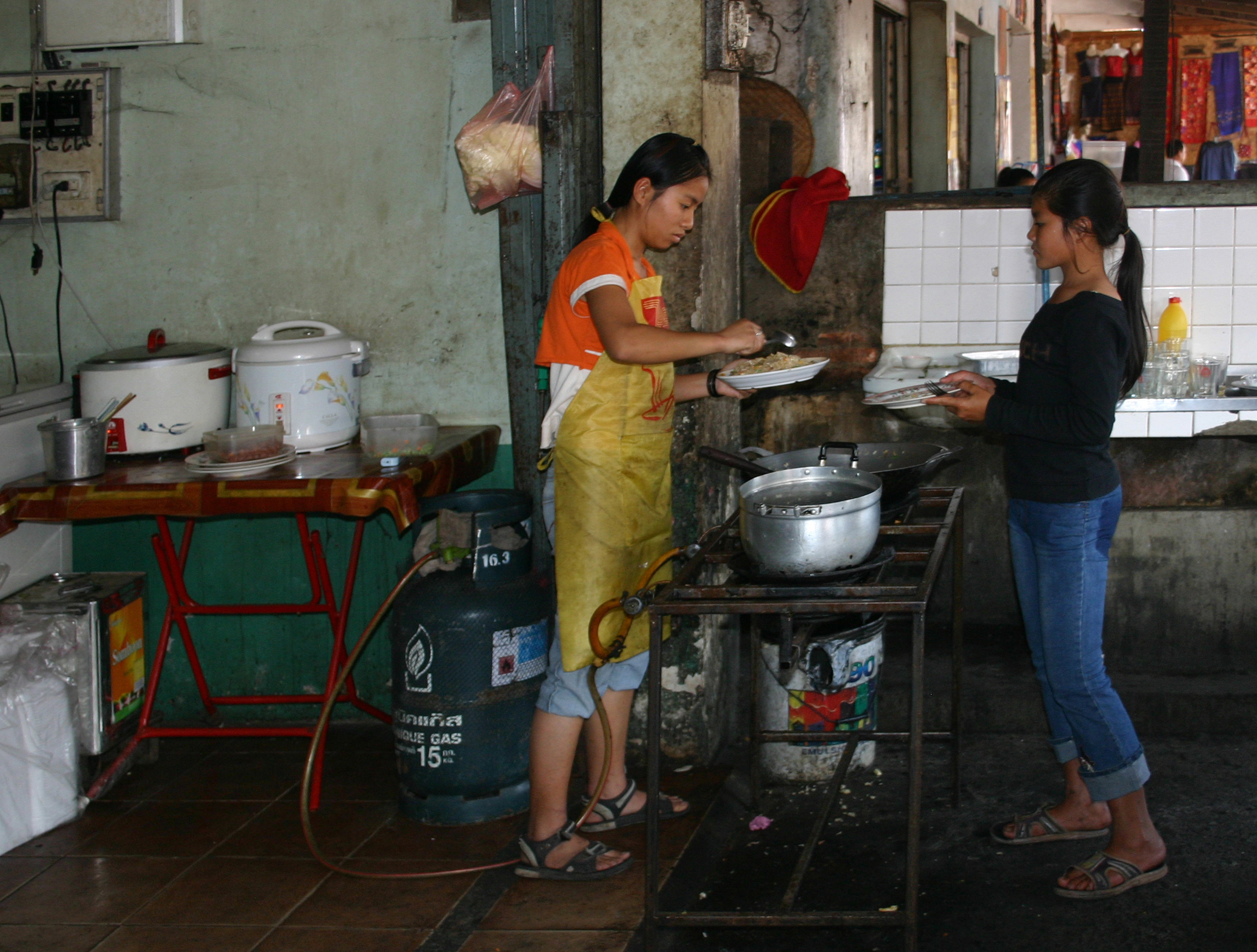